# 자킨토스 해상공원
자킨토스 해상공원(그리스어: Εθνικό Θαλάσσιο Πάρκο Ζακύνθου)은 그리스 자킨토스 섬 라가나스 인근해에 위치한 해상 국립공원으로, 지중해에서 서식하는 붉은바다거북(학명: Caretta caretta)을 보호하기 위한 목적으로 1999년 설립되었다. 세계에서 바다거북을 보호하기 위한 목적으로 설립된 첫 국립공원이다.자킨토스 해상공원에서는 900에서 2,000곳에 달하는 붉은바다거북 번식처를 찾아볼 수 있으며, 이는 지중해에 서식하는 붉은바다거북 번식처의 약 80%에 달한다.

## 같이 보기
- 이오니아 제도